# بجر (آیووا)
بجر (به انگلیسی: Badger) شهری در ایالت آیووا کشور ایالات متحده آمریکا است که جمعیت آن در سرشماری سال ۲۰۱۰ میلادی، ۵۶۱ نفر بوده‌است.